# Indische Badmintonmeisterschaft 2023/24
Die Indische Badmintonmeisterschaft der Saison 2023/2024 fand vom 20. bis zum 24. Dezember 2023 in Guwahati statt. Es war die 85. Austragung der nationalen Titelkämpfe im Badminton in Indien.

## Medaillengewinner
| Disziplin    | Gold                                  | Silber                                           | Bronze                                             |
| ------------ | ------------------------------------- | ------------------------------------------------ | -------------------------------------------------- |
| Herreneinzel | Chirag Sen                            | Tharun Mannepalli                                | Kiran George                                       |
| Herreneinzel | Chirag Sen                            | Tharun Mannepalli                                | Bharat Raghav                                      |
| Dameneinzel  | Anmol Kharb                           | Tanvi Sharma                                     | Isharani Baruah                                    |
| Dameneinzel  | Anmol Kharb                           | Tanvi Sharma                                     | Ashmita Chaliha                                    |
| Herrendoppel | Pruthvi Krishnamurthy Roy Suraj Goala | Krishna Prasad Garaga Vishnuvardhan Goud Panjala | Hariharan Amsakarunan Ruban Kumar Rethinasabapathi |
| Herrendoppel | Pruthvi Krishnamurthy Roy Suraj Goala | Krishna Prasad Garaga Vishnuvardhan Goud Panjala | Pavithra Naveen Lokesh Viswanathan                 |
| Damendoppel  | Priya Devi Konjengbam Shruti Mishra   | Ritika Thaker Simran Singhi                      | Mrunmayee Deshpande Prerana Alvekar                |
| Damendoppel  | Priya Devi Konjengbam Shruti Mishra   | Ritika Thaker Simran Singhi                      | Amrutha Pramuthesh Pranjal Prabhu Chimulkar        |
| Mixed        | Dhruv Kapila Tanisha Crasto           | Nitin Kumar Navdha Manglam                       | Deep Rambhiya Akshaya Warang                       |
| Mixed        | Dhruv Kapila Tanisha Crasto           | Nitin Kumar Navdha Manglam                       | Nithin H. V. Maneesha Kukkapalli                   |